# Pimlico School
Pimlico School var en brutalistisk skolbyggnad i London uppförd 1967–70 och ritad av John Bancroft på det kommunala arkitektkontoret i London.  Rivningen av skolan inleddes 2008 och den nya byggnaden färdigställdes 2010.

## Byggnaden
Den gamla byggnaden var en utpräglad brutalistisk byggnad i rå betong och glas. Byggnaden var redan från början kontroversiell, även om den har fått en hög status i arkitektkretsar. Tekniskt sett har den inte fungerat bra, de stora fönstren och betongväggar har gjort skolan kall under vintrarna och väldigt varm under sommartid.

## Bildgalleri

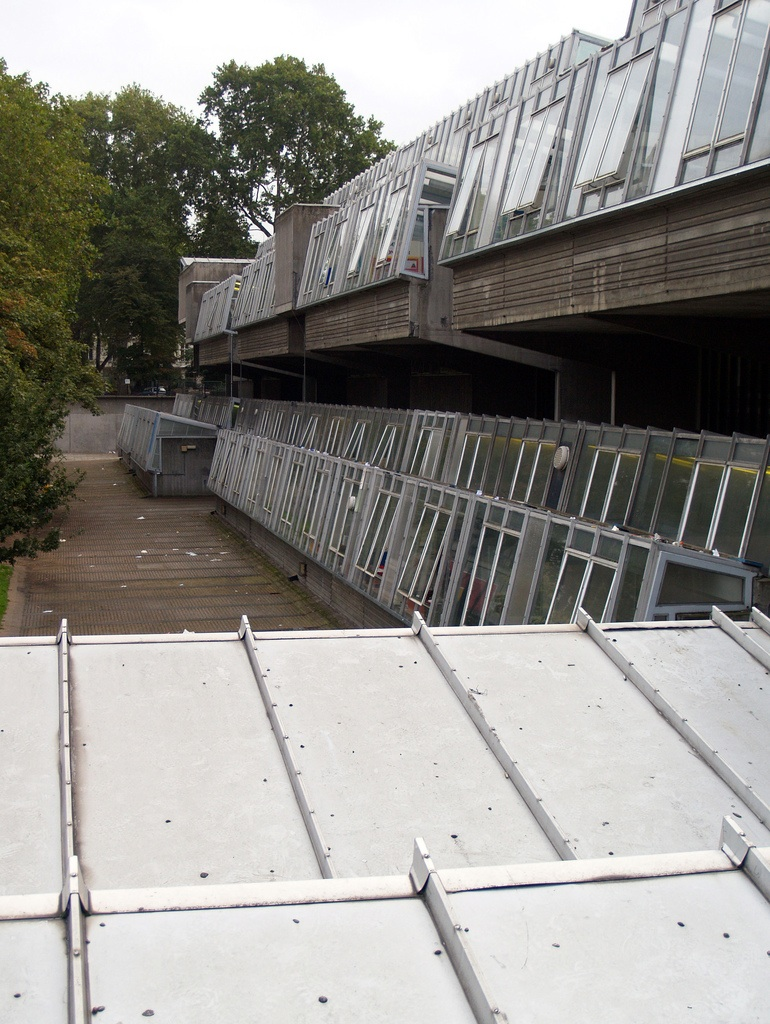
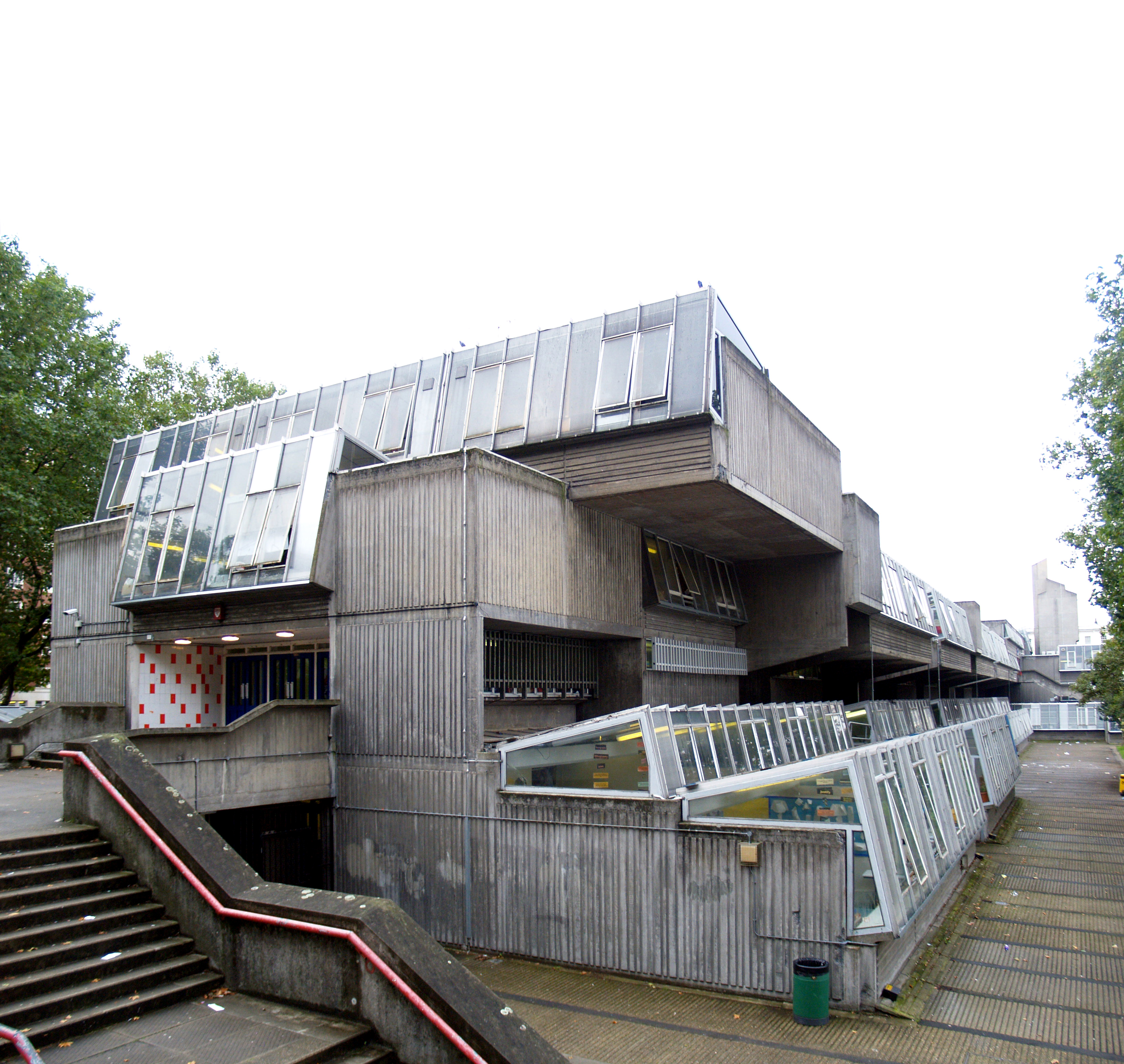
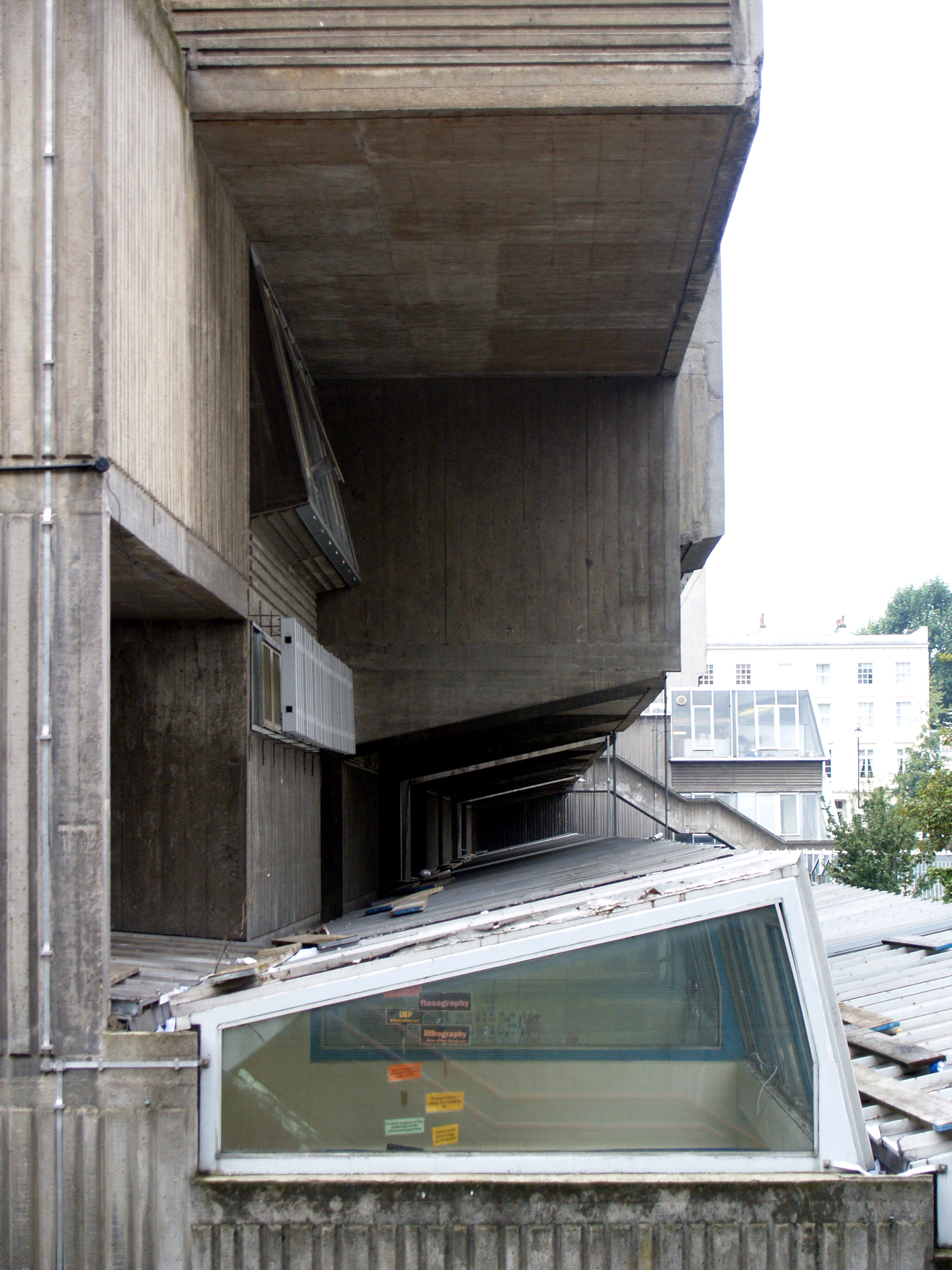
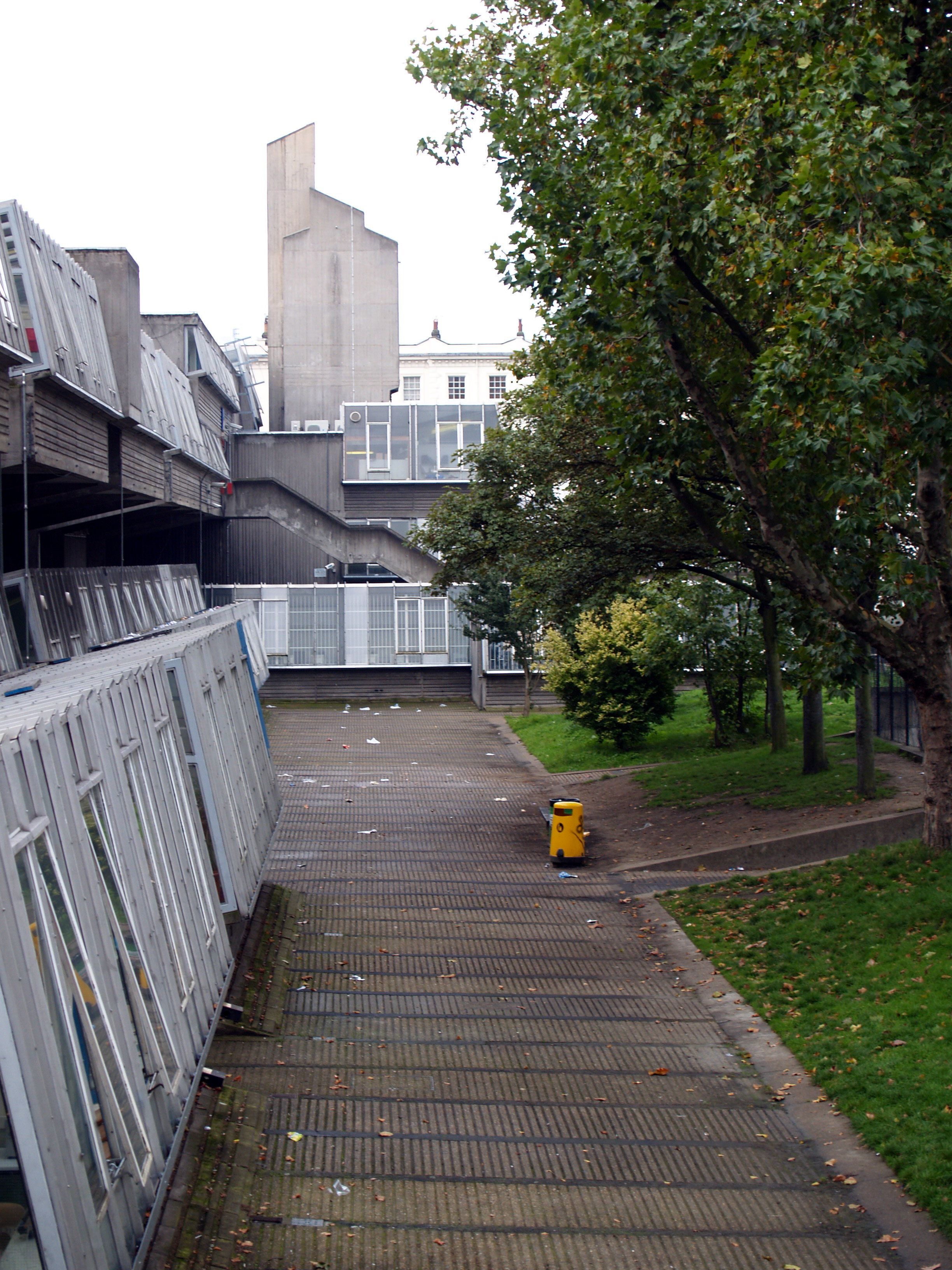